# Billy McKinney
William Mervin "Billy" McKinney III (Waukegan, Illinois, 5 de junio de 1955) es un exjugador, exentrenador y exdirectivo de baloncesto estadounidense que disputó siete temporadas en la NBA, además de ejercer como general mánager durante 5 temporadas en los Minnesota Timberwolves y los Detroit Pistons. Con 1,83 metros de estatura, jugaba en la posición de base.

## Trayectoria deportiva

### Universidad
Jugó durante cuatro temporadas con los Wildcats de la Universidad Northwestern, en las que promedió 18,6 puntos y 3,0 rebotes por partido. Tiene el récord de su universidad de más puntos a lo largo de una carrera, con 1900. En 1975 y 1976 fue incluido en el segundo mejor quinteto de la Big Ten Conference, mientras que en su temporada senior lo fue en el primero.

### Profesional
Fue elegido en el puesto 115 del Draft de la NBA de 1977 por Phoenix Suns, pero fue despedido antes del comienzo de la temporada. No fue hasta el año siguiente cuando fichó como agente libre por los Kansas City Kings, promediando en su primera temporada 7,8 puntos y 3,2 asistencias por partido.
Tras una temporada más en los Kings, en 1980, fue incluido en el Draft de Expansión que se celebró por la llegada de los Dallas Mavericks a la liga, quienes lo eligieron, pero que automáticamente traspasaron a los Utah Jazz a cambio de una futura segunda ronda del draft y otras consideraciones. En el equipo de Salt Lake City disputó 35 partidos, en los que promedió 8,4 puntos y 4,5 asistencias, hasta que mediada la temporada fue traspasado a Denver Nuggets a cambio de Carl Nicks.
Su segunda campaña en los Nuggets, la primera completa, fue la mejor de su carrera a nivel estadístico, promediando 10,8 puntos y 4,2 asistencias, siendo titular en 27 partidos. En 1983 fue traspasado a San Diego Clippers a cambio de Richard Anderson. Allí jugó una temporada como tercer base, por detrás de Norm Nixon y Craig Hodges, promediando 3,9 puntos y 2,0 asistencias por partido.
Tras ser despedido, al año siguiente fichó por Chicago Bulls, pero tras dos meses dejó las pistas para incorporarse al grupo de entrenadores del equipo.

### Entrenador y ejecutivo
Tras pasar dos años como asistente en los Chicago Bulls, en 1987-88 fue promocionado a Vicepresidente Assitente al Director de Operaciones del equipo, puesto en el que permaneció un año, para ser posteriormente general mánager de los Minnesota Timberwolves durante dos temporadas, y  de los Detroit Pistons durante otras tres. Posteriormente fue Vicepresidente ejecutivo en los Seattle SuperSonics, y finalmente, director de ojeadores de los Milwaukee Bucks.

## Estadísticas de su carrera en la NBA

### Temporada regular
| Temporada | Edad | Equipo             | Liga | P   | TIT | MIN  | TC  | TCA | %TC  | 3P  | 3PA | %3P  | TL  | TLA | %TL   | R.OF. | R.DEF. | REB | ASIS | ROB | TAP | PER | FP  | PTS  |
| 1978-79   | 23   | Kansas City Kings  | NBA  | 78  |     | 15.9 | 3.1 | 6.1 | .503 |     |     |      | 1.7 | 2.1 | .796  | 0.3   | 0.8    | 1.1 | 3.2  | 0.7 | 0.0 | 1.6 | 1.6 | 7.8  |
| 1979-80   | 24   | Kansas City Kings  | NBA  | 76  |     | 17.5 | 2.7 | 6.0 | .449 | 0.0 | 0.1 | .100 | 1.4 | 1.8 | .805  | 0.3   | 0.9    | 1.1 | 3.3  | 0.8 | 0.1 | 1.2 | 1.1 | 6.8  |
| 1980-81   | 25   | TOTAL              | NBA  | 84  |     | 25.8 | 3.9 | 7.7 | .507 | 0.0 | 0.1 | .167 | 1.9 | 2.2 | .862  | 0.4   | 1.8    | 2.2 | 4.3  | 1.2 | 0.1 | 1.9 | 2.8 | 9.7  |
| 1980-81   | 25   | Utah Jazz          | NBA  | 35  |     | 29.5 | 3.5 | 6.7 | .532 | 0.0 | 0.1 | .500 | 1.3 | 1.4 | .917  | 0.3   | 1.8    | 2.1 | 4.5  | 1.1 | 0.1 | 2.0 | 3.1 | 8.4  |
| 1980-81   | 25   | Denver Nuggets     | NBA  | 49  |     | 23.1 | 4.1 | 8.4 | .493 | 0.0 | 0.2 | .100 | 2.4 | 2.9 | .843  | 0.5   | 1.8    | 2.2 | 4.1  | 1.2 | 0.1 | 1.8 | 2.5 | 10.7 |
| 1981-82   | 26   | Denver Nuggets     | NBA  | 81  | 27  | 24.2 | 4.6 | 8.6 | .528 | 0.0 | 0.2 | .000 | 1.7 | 2.1 | .806  | 0.4   | 1.4    | 1.8 | 4.2  | 0.9 | 0.2 | 1.4 | 2.3 | 10.8 |
| 1982-83   | 27   | Denver Nuggets     | NBA  | 68  | 38  | 22.9 | 3.9 | 8.0 | .487 | 0.0 | 0.1 | .000 | 2.0 | 2.5 | .814  | 0.3   | 1.5    | 1.8 | 4.2  | 0.6 | 0.1 | 1.5 | 2.1 | 9.8  |
| 1983-84   | 28   | San Diego Clippers | NBA  | 80  | 0   | 10.5 | 1.7 | 3.8 | .446 | 0.0 | 0.0 | .000 | 0.5 | 0.6 | .848  | 0.1   | 0.6    | 0.7 | 2.0  | 0.3 | 0.0 | 0.6 | 1.1 | 3.9  |
| 1985-86   | 30   | Chicago Bulls      | NBA  | 9   | 0   | 9.2  | 1.1 | 2.6 | .435 | 0.0 | 0.0 |      | 0.2 | 0.2 | 1.000 | 0.1   | 0.4    | 0.6 | 1.4  | 0.3 | 0.0 | 0.2 | 1.0 | 2.4  |
| Total     |      |                    | NBA  | 476 | 65  | 19.3 | 3.3 | 6.6 | .493 | 0.0 | 0.1 | .063 | 1.5 | 1.8 | .820  | 0.3   | 1.1    | 1.4 | 3.5  | 0.7 | 0.1 | 1.3 | 1.8 | 8.0  |

### Playoffs
| Temp.   | Edad | Equipo            | Liga | P  | MIN | TCA | TC  | 3PA | 3P | TLA | TL | R.OF. | REB | ASIS | ROB | TAP | PER | FP | PTS | %TC  | %3P  | %FT  | MIN  | PTS  | REB | AST |
| 1978-79 | 23   | Kansas City Kings | NBA  | 5  | 96  | 15  | 40  |     |    | 6   | 7  | 4     | 7   | 24   | 5   | 0   | 12  | 5  | 36  | .375 |      | .857 | 19.2 | 7.2  | 1.4 | 4.8 |
| 1979-80 | 24   | Kansas City Kings | NBA  | 3  | 34  | 2   | 5   | 0   | 1  | 0   | 0  | 2     | 3   | 8    | 0   | 0   | 3   | 2  | 4   | .400 | .000 |      | 11.3 | 1.3  | 1.0 | 2.7 |
| 1981-82 | 26   | Denver Nuggets    | NBA  | 3  | 91  | 16  | 27  | 0   | 1  | 10  | 12 | 2     | 6   | 10   | 3   | 0   | 5   | 9  | 42  | .593 | .000 | .833 | 30.3 | 14.0 | 2.0 | 3.3 |
| 1982-83 | 27   | Denver Nuggets    | NBA  | 8  | 113 | 26  | 46  | 0   | 0  | 10  | 18 | 5     | 13  | 18   | 2   | 0   | 7   | 15 | 62  | .565 |      | .556 | 14.1 | 7.8  | 1.6 | 2.3 |
| Total   |      |                   | NBA  | 19 | 334 | 59  | 118 | 0   | 2  | 26  | 37 | 13    | 29  | 60   | 10  | 0   | 27  | 31 | 144 | .500 | .000 | .703 | 17.6 | 7.6  | 1.5 | 3.2 |